# Aeródromo Copihue
El Aeródromo Copihue (OACI: SCHP) es un terminal aéreo ubicado cerca de Retiro, en la Provincia de Linares, Región del Maule, Chile. Es de propiedad privada.